# Solucions d'ona plana sinusoidal de l'equació d'ones electromagnètiques
Les solucions d'ona plana sinusoidal són solucions particulars de l'equació d'ona.
La solució general de l'equació d'ones electromagnètiques en mitjans homogenis, lineals i independents del temps es pot escriure com una superposició lineal d'ones planes de diferents freqüències i polaritzacions.
El tractament d'aquest article és clàssic, però, a causa de la generalitat de les equacions de Maxwell per a l'electrodinàmica, el tractament es pot convertir en el tractament de mecànica quàntica només amb una reinterpretació de les magnituds clàssiques (a part del tractament mecànic quàntic necessari per a les densitats de càrrega i corrent).
La reinterpretació es basa en les teories de Max Planck i les interpretacions d'Albert Einstein d'aquestes teories i d'altres experiments. La generalització quàntica del tractament clàssic es pot trobar als articles sobre polarització de fotons i dinàmica de fotons en l'experiment de doble escletxa.

## Explicació
Experimentalment, cada senyal de llum es pot descompondre en un espectre de freqüències i longituds d'ona associades a solucions sinusoidals de l'equació d'ona. Els filtres polaritzadors es poden utilitzar per descompondre la llum en els seus diferents components de polarització. Els components de polarització poden ser lineals, circulars o el·líptics.

## Ones planes
La solució sinusoidal plana per a una ona electromagnètica que viatja en la direcció z és {\displaystyle {\begin{aligned}\mathbf {E} (\mathbf {r} ,t)&={\begin{pmatrix}E_{0,x}\cos \left(kz-\omega t+\alpha _{x}\right)\\E_{0,y}\cos \left(kz-\omega t+\alpha _{y}\right)\\0\end{pmatrix}}\\[1ex]&=E_{0,x}\cos \left(kz-\omega t+\alpha _{x}\right)\,{\hat {\mathbf {x} }}\;+\;E_{0,y}\cos \left(kz-\omega t+\alpha _{y}\right)\,{\hat {\mathbf {y} }}\end{aligned}}} pel camp elèctric i {\displaystyle {\begin{aligned}c\,\mathbf {B} (\mathbf {r} ,t)&={\hat {\mathbf {z} }}\times \mathbf {E} (\mathbf {r} ,t)\\[1ex]&={\begin{pmatrix}-E_{0,y}\cos \left(kz-\omega t+\alpha _{y}\right)\\{\hphantom {-}}E_{0,x}\cos \left(kz-\omega t+\alpha _{x}\right)\\0\end{pmatrix}}\\[1ex]&=-E_{0,y}\cos \left(kz-\omega t+\alpha _{y}\right){\hat {\mathbf {x} }}\;+\;E_{0,x}\cos \left(kz-\omega t+\alpha _{x}\right){\hat {\mathbf {y} }}\end{aligned}}} per al camp magnètic, on k és el nombre d'ona, {\displaystyle \omega =ck}{\displaystyle \omega } és la freqüència angular de l'ona, i {\displaystyle c} és la velocitat de la llum. Els barrets dels vectors indiquen vectors unitaris en les direccions x, y i z. r = (x, y, z) és el vector de posició (en metres).
L'ona plana es parametritza per les amplituds

La radiació electromagnètica es pot imaginar com una ona oscil·lant transversal autopropagada de camps elèctrics i magnètics. Aquest diagrama mostra una ona plana polaritzada linealment que es propaga de dreta a esquerra. El camp magnètic (etiquetat M) es troba en un pla horitzontal, i el camp elèctric (etiquetat E) està en un pla vertical.

{\displaystyle {\begin{aligned}E_{0,x}&=\left|\mathbf {E} \right|\cos \theta \\[1.56ex]E_{0,y}&=\left|\mathbf {E} \right|\sin \theta \end{aligned}}} i fases {\displaystyle \alpha _{x},\alpha _{y}} on {\displaystyle \theta \ {\stackrel {\mathrm {def} }{=}}\ \tan ^{-1}\left({\frac {E_{0,y}}{E_{0,x}}}\right).} i {\displaystyle \left|\mathbf {E} \right|^{2}\ {\stackrel {\mathrm {def} }{=}}\ \left(E_{0,x}\right)^{2}+\left(E_{0,y}\right)^{2}.}

## Vector d'estat de polarització

### Vector de Jones
Tota la informació de polarització es pot reduir a un sol vector, anomenat vector de Jones, en el pla xy. Aquest vector, tot i que sorgeix d'un tractament purament clàssic de la polarització, es pot interpretar com un vector d'estat quàntic. La connexió amb la mecànica quàntica es fa a l'article sobre polarització de fotons.
El vector emergeix de la solució d'ona plana. La solució del camp elèctric es pot reescriure en notació complexa com {\displaystyle \mathbf {E} (\mathbf {r} ,t)=|\mathbf {E} |\,\operatorname {\mathcal {R_{e}}} \left[|\psi \rangle e^{i(kz-\omega t)}\right]} on {\displaystyle |\psi \rangle \ {\stackrel {\mathrm {def} }{=}}\ {\begin{pmatrix}\psi _{x}\\\psi _{y}\end{pmatrix}}={\begin{pmatrix}\cos(\theta )e^{i\alpha _{x}}\\\sin(\theta )e^{i\alpha _{y}}\end{pmatrix}}} és el vector de Jones en el pla xy. La notació d'aquest vector és la notació bra–ket de Dirac, que s'utilitza normalment en un context quàntic. La notació quàntica s'utilitza aquí en previsió de la interpretació del vector de Jones com a vector d'estat quàntic.

### Vector dual Jones

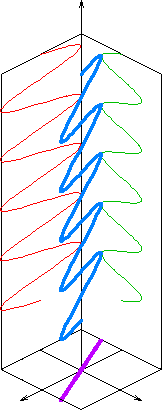
Polarització lineal.

El vector de Jones té un dual donat per {\displaystyle \langle \psi |\ {\stackrel {\mathrm {def} }{=}}\ {\begin{pmatrix}\psi _{x}^{*}&\psi _{y}^{*}\end{pmatrix}}={\begin{pmatrix}\cos(\theta )e^{-i\alpha _{x}}&\sin(\theta )e^{-i\alpha _{y}}\end{pmatrix}}.}

### Normalització del vector de Jones
Un vector de Jones representa una ona específica amb una fase, amplitud i estat de polarització específics. Quan s'utilitza un vector de Jones simplement per indicar un estat de polarització, és habitual que es normalitzi. Això requereix que el producte interior del vector amb si mateix sigui la unitat: {\displaystyle \langle \psi |\psi \rangle ={\begin{pmatrix}\psi _{x}^{*}&\psi _{y}^{*}\end{pmatrix}}{\begin{pmatrix}\psi _{x}\\\psi _{y}\end{pmatrix}}=1.}
Simplement es pot escalar un vector de Jones arbitrari per aconseguir aquesta propietat. Tots els vectors de Jones normalitzats representen una ona de la mateixa intensitat (dins d'un medi isòtrop particular). Fins i tot donat un vector de Jones normalitzat, la multiplicació per un factor de fase pura donarà lloc a un vector de Jones normalitzat diferent que representarà el mateix estat de polarització.

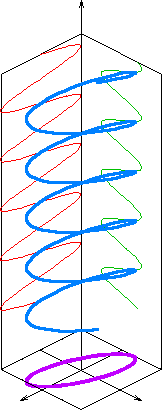
Polarització el·líptica.

## Estats de polarització

### Polarització lineal
En general, l'ona es polaritza linealment quan els angles de fase {\displaystyle \alpha _{x},\alpha _{y}} són iguals, {\displaystyle \alpha _{x}=\alpha _{y}\ {\stackrel {\mathrm {def} }{=}}\ \alpha .}Això representa una ona polaritzada en un angle {\displaystyle \theta } respecte a l'eix x. En aquest cas es pot escriure el vector de Jones {\displaystyle |\psi \rangle ={\begin{pmatrix}\cos \theta \\\sin \theta \end{pmatrix}}e^{i\alpha }.}

### Polarització el·líptica i circular
El cas general en què el camp elèctric no està limitat a una direcció sinó que gira en el pla x - y s'anomena polarització el·líptica. El vector d'estat ve donat per {\displaystyle |\psi \rangle ={\begin{pmatrix}\psi _{x}\\\psi _{y}\end{pmatrix}}={\begin{pmatrix}\cos(\theta )e^{i\alpha _{x}}\\\sin(\theta )e^{i\alpha _{y}}\end{pmatrix}}=e^{i\alpha }{\begin{pmatrix}\cos(\theta )\\\sin(\theta )e^{i\Delta \alpha }\end{pmatrix}}.}En el cas especial de {\displaystyle \Delta \alpha =0}, això es redueix a la polarització lineal.
La polarització circular correspon als casos especials de {\displaystyle \theta =\pm \pi /4} amb {\displaystyle \Delta \alpha =\pi /2}. Així, els dos estats de polarització circular estan donats pels vectors de Jones: {\displaystyle |\psi \rangle ={\begin{pmatrix}\psi _{x}\\\psi _{y}\end{pmatrix}}=e^{i\alpha }{\frac {1}{\sqrt {2}}}{\begin{pmatrix}1\\\pm i\end{pmatrix}}.}